# چگونه با مادرتان آشنا شدم (فصل ۳)
فصل سوم سریال چگونه با مادرتان آشنا شدم در ۲۴ سپتامبر ۲۰۰۷ شروع شد و در ۱۹ می ۲۰۰۸ به پایان رسید. سریال در ایالات متحده توسط شبکه سی‌بی‌اس در شب‌های دوشنبه ساعت ۸:۳۰ پخش می‌شد. این فصل شامل ۲۰ قسمت بوده که هر کدام در حدود ۲۲ دقیقه‌است.

## بازیگران

### شخصیتهای اصلی
- جاش رادنر در نقش تد موزبی
- جیسون سیگل در نقش مارشال اریکسن
- کوبی اسمالدرز در نقش رابین شرباتسکی
- نیل پاتریک هریس در نقش بارنی استینسون
- آلیسون هانیگن در نقش لیلی آلدرین
- باب سگت در نقش تد موزبی آینده (فقط صدا)

### شخصیت‌های دوره‌ای و مهمان
- لیندزی فونسکا در نقش پنی دختر تد
- دیوید هنری در نقش لوک پسر تد
- چارلنه آمویا در نقش وندی
- سارا چالک در نقش استلا زینمن
- مارشال منش در نقش رانجیت
- برایان کالن در نقش بیلسون
- بریتنی اسپیرز در نقش ابی
- انریکه ایگلسیاس در نقش گایل
- جان چو در نقش جفرسون کتسورث
- جیمز ون در بیک در نقش سایمون
- هایدی کلوم در نقش خودش
- باب ادنکیرک در نقش آرتور هابز
- جو منگنیلو در نقش برد موریس
- ویل فورته در نقش رندی

## قسمت‌ها
| شم. کلی | شم. در فصل | عنوان                      | کارگردان      | نویسنده                           | تاریخ انتشار اصلی | کد تولید | US تعداد بیننده (میلیون) |
| ------- | ---------- | -------------------------- | ------------- | --------------------------------- | ----------------- | -------- | ------------------------ |
| ۴۵      | ۱          | «صبر کن»                   | پاملا فرایمن  | کارتر بیز و کریگ توماس            | ۲۴ سپتامبر ۲۰۰۷   | 3ALH01   | 8.12                     |
| ۴۶      | ۲          | «ما اهل اینجا نیستم»       | پاملا فرایمن  | کریس هریس                         | ۱ اکتبر ۲۰۰۷      | 3ALH02   | 7.87                     |
| ۴۷      | ۳          | «چرخ سوم»                  | پاملا فرایمن  | دیوید همینگسون                    | ۸ اکتبر ۲۰۰۷      | 3ALH04   | 7.96                     |
| ۴۸      | ۴          | «پسران کوچک»               | رابرت گرینبرگ | کورتنی کنگ                        | ۱۵ اکتبر ۲۰۰۷     | 3ALH03   | 7.71                     |
| ۴۹      | ۵          | «چگونه با دیگران آشنا شدم» | پاملا فرایمن  | گلوریا کالدرون کلت                | ۲۲ اکتبر ۲۰۰۷     | 3ALH05   | 8.50                     |
| ۵۰      | ۶          | «من آن مرد نیستم»          | پاملا فرایمن  | جاناتان گروف                      | ۲۹ اکتبر ۲۰۰۷     | 3ALH07   | 7.82                     |
| ۵۱      | ۷          | «دویسترپلا»                | پاملا فرایمن  | برندا اسو                         | ۵ نوامبر ۲۰۰۷     | 3ALH06   | 8.77                     |
| ۵۲      | ۸          | «هشدار اسپویل»             | پاملا فرایمن  | استیون لوید                       | ۱۲ نوامبر ۲۰۰۷    | 3ALH08   | 8.42                     |
| ۵۳      | ۹          | «سیلی زدن»                 | پاملا فرایمن  | مت کوهن                           | ۱۹ نوامبر ۲۰۰۷    | 3ALH09   | 8.06                     |
| ۵۴      | ۱۰         | «یپس»                      | پاملا فرایمن  | جیمی رونهایمر                     | ۲۶ نوامبر ۲۰۰۷    | 3ALH10   | 7.91                     |
| ۵۵      | ۱۱         | «قانون پلاتین»             | پاملا فرایمن  | کارتر بیز و کریگ توماس            | ۱۰ دسامبر ۲۰۰۷    | 3ALH11   | 8.30                     |
| ۵۶      | ۱۲         | «فردا نه»                  | پاملا فرایمن  | کارتر بیز و کریگ توماس            | ۱۷ مارس ۲۰۰۸      | 3ALH12   | 9.61                     |
| ۵۷      | ۱۳         | «ده جلسه»                  | پاملا فرایمن  | کریس هریس، کارتر بیز و کریگ توماس | ۲۴ مارس ۲۰۰۸      | 3ALH14   | 10.67                    |
| ۵۸      | ۱۴         | «براکت»                    | پاملا فرایمن  | جو کلی                            | ۳۱ مارس ۲۰۰۸      | 3ALH13   | 9.50                     |
| ۵۹      | ۱۵         | «زنجیره فریاد»             | پاملا فرایمن  | کارتر بیز و کریگ توماس            | ۱۴ آوریل ۲۰۰۸     | 3ALH15   | 8.08                     |
| ۶۰      | ۱۶         | «قلعه‌های شنی در ساحل»      | پاملا فرایمن  | کورتنی کنگ                        | ۲۱ آوریل ۲۰۰۸     | 3ALH16   | 8.45                     |
| ۶۱      | ۱۷         | «بز»                       | پاملا فرایمن  | استیون لوید                       | ۲۸ آوریل ۲۰۰۸     | 3ALH17   | 8.84                     |
| ۶۲      | ۱۸         | «بازگشت برادر»             | پاملا فرایمن  | جیمی رونهایمر                     | ۵ مه ۲۰۰۸         | 3ALH18   | 8.36                     |
| ۶۳      | ۱۹         | «همه چیز باید بره»         | پاملا فرایمن  | جاناتان گروف و کریس هریس          | ۱۲ مه ۲۰۰۸        | 3ALH19   | 8.93                     |
| ۶۴      | ۲۰         | «معجزه»                    | پاملا فرایمن  | کارتر بیز و کریگ توماس            | ۱۹ مه ۲۰۰۸        | 3ALH20   | 7.99                     |

## بازخورد
فصل سوم چگونه با مادرتان آشنا شدم با بازخوردهای مثبتی روبه رو شد. میشل زورمسکی از آی‌جی‌ان به این فصل یک بررسی مثبت داد و گفت که "فصل سرگرم کننده و هوشمندانه بود، یک جریان خوب و ثابت از دو فصل اول".